# Districte de Satara
El districte de Satara és una divisió administrativa de Maharashtra amb capital a Satara (ciutat). Té una superfície de 10.480 km² i una població de 2.808.994 habitants al cens del 2001. Altres ciutats importants a part de la capital són: Wai, Karad, Koregaon, Koyananagar, Mahabaleshwar i Panchgani.

## Administració
Està divisit en onze talukes i els mateixos 11 panchayats samiti (blocs de desenvolupament):
- 1.Satara
- 2.Karad
- 3.Wai
- 4.Mahabaleshwar
- 5.Phaltan
- 6.Man
- 7.Khatav
- 8.Koregaon
- 9.Patan
- 10.Jaoli
- 11.Khandala

I vuit nagar palika (municipalitats, similar però per damunt dels consells urbans o nagar panchayat)
- 1. Satara
- 2. Karad
- 3. Wai
- 4. Mahabaleshwar
- 5. Panchagani
- 6. Rahimatpur
- 7. Phaltan
- 8. Mhaswad

Hi ha també 1.487 gram panchayats i 1.707 pobles rurals i 43 urbans

## Història
Probablement la branca de Kolhapur dels reis satavahanes (200 aC a 300 dC) va dominar a Satara. Després no hi ha informació precisa però probablement els chalukyes hi van governar vers 550-750 i després els rashtrakutes fins al 973; van seguir els chalukyes occidentals i després els silahares fins vers el 1190, i finalment els yadaves de Deogiri fins a la conquesta musulmana a l'entorn del 1300. La primera invasió musulmana es va produir el 1294 i la dinastia yadava fou enderrocada el 1318.
El 1347 va pujar al poder la dinastia bahmànida i a la seva caiguda al final del segle xv el poder a la zona va quedar en mans dels sultans de Bijapur sorgits de la fragmentació del sultanat. Sota el poder de Bijapur va néixer el poder maratha; els districtes de Satara, Poona i Sholapur van formar el centre del poder maratha i la major part dels grans fets de la història maratha van passar en aquestos districtes i en el Konkan. Sivaji va esdevenir important quan va assassinar al raja de Javli (prop de Mahabaleshwar) i va conquerir la poderosa fortalesa de Vasota i la de Javli. Després va construir la fortalesa de Partabgad (1656); contra aquesta el sultà de Bijapur va enviar un fort exèrcit manat per Afzal Khan amb l'objecte de sotmetre al seu vassall rebel; Sivaji es va trobar amb Afzal Khan en una conferència sota les muralles de Pratapgarh, i el va matar amb el seu famós vagh-nak (garra d'acer del tigre) i en la confusió que va seguir va derrotar l'exèrcit enemic. Sivaji va adquirir diversos territoris incloent la mateixa ciutat de Satara el 1673; així va poder organitzar un govern independent del que va situar la capital a la fortalesa de Raigarh on es va fer coronar el 1674. A la mort de Sivaji el 1680, la sort dels marathes va semblar desaparèixer temporalment; els conflictes entre els seus fills Rajaram i Sambhaji van afectar el seu poder; encara que el darrer com a germà gran va poder assegurar el poder, va ser capturat pels mogols el 1689 i executat. Rajaram tampoc va poder aturar l'emperador mogol i el 1700 Aurangzeb conqueria Satara. però l'emperador va morir el 1707 i el fill de Sambhaji, Shahu, que estava presoner, fou alliberat; ajudat pel seu ministre Balaji Viswanath, el primer dels peshwes, va assegurar al seu protegit les possessions de Sivaji tot i l'oposició de Tara Bai, la vídua de Rajaram. La resta del regnat de Shahu es va destinar a alliberar-se del poder de Delhi, ja en decadència i a fer valdre el seu dret a cobrar el chaut (quart) i el sardeshmuki (10% per damunt del quart) a la perifèria del Dècan; gradualment fou superat en autoritat pel seu hàbil ministre el peshwa, el qual a la mort de Shahu el 1749, va traslladar la capital maratha a Poona mentre els sobirans titulars marathes, amb poc poder, residien a Satara. La situació va durar fins a la deposició del peshwa pels britànics el 1818.
El territori del peshwa fou annexionat però els britànics van reconèixer al sobirà de Satara. El capità Grant Duff fou nomenat tutor del príncep Pratapsinha "Bowa Sahib" fins que fos capaç de regnar sol. Se li va entregar el poder l'abril del 1822. Aviat es va mostrar disgustat pel control que exercien els britànics i va entrar en contacte amb altres prínceps, pel que fou deposat el 1839 i enviat com a presoner d'estat a Benarés. El seu germà Shahji (Shahuji III "Appa Sahib") fou posat al tron. Aquest príncep va fer molt pel seu poble, però va morir el 5 d'abril de 1848 sense deixar fills mascles legítims (va deixar dues filles, i sis fills de concubines). Després d'un any de discussions es va decidir que l'estat havia entrat en lapse i passava al govern britànic i Venkatji "Bowa Sahib" no fou reconegut; les tres vídues del raja (va tenir a més 13 concubines) van rebre pensions i van poder viure al palau; la darrera va morir el 1874. El territori va esdevenir (1849) el districte de Satara.
El 1857 es va descobrir un complot per restaurar el poder maratha a Satara però fou avortat.

## Geografia
Formà part de la divisió Central de la presidència de Bombai i tenia una àrea de 12.497 km². Els Ghats Occidentals dominaven el districte des del nord-oest fins al sud; altres muntanyes eren les Mahadeo. El riu principal era el Kistna seguit del Bhima. El nombre de pobles al districte era de 1.343 i la població la següent: 1.062.121 (1872), 1.062.350 (1881), 1.225.989 (1891), 1.146.559 (1901) 
Administrativament el formaven 11 talukes i tres pethes: 
- Wai
  - Khandala (petha)
- Man
- Javli
  - Malcolmpeth (petha)
- Satara
- Koregaon
- Khanapur
- Patan
- Karad
- Khatao
- Valva 
  - Shirata (petha)
- Tasgaon

Les principals ciutats eren Satara (ciutat), Wai, Ashta, Islampuk, Karad, Tasgaon, Mhasvad i Mahabaleshwar. Municipalitats eren Satara, Wai, Kahimatpur, Karad, Islampur, Ashta, Tasgaon, Vita, Mayni, Mhasvad, Malcolmpeth i Satara Suburban.
La llengua vernacular era el marathi (95%. La mateixa proporció eren hindús i el 3% musulmans; els jains eren 18.483. les castes eren: marathes o marathes kunbis (54%), mahars, bramans, dhangars, chamars, kumhars, lingayats, malis, mangs, nhavis, ramoshis i sutars.
El col·lector era ex officio agent dels estats d'Aundh i Palthan (agència de Satara).
La taluka de Satara mesurava 878 km² i tenia una població el 1901 de 128.391 habitants repartits en Satara (ciutat) i 152 pobles.

## Arqueologia
- Coves budistes de Karad i de Wai
- Coves i cel·les budistes i bramàniques de Bhosa, Malavdi, Kundal, Patan i Pateshwar
- Forts de Satara, Chandan, i Vandan construïts pels rages Panhales vers 1190
- Jama Masjid a Karad
- Mesquita a Rahimatpur
- Fort de Mahimangarh a Man, Pratapgarh a Javli, Koyna i Vardhangarh, construïts per Sivaji
- Diversos temples hindñus relativament moderns, destacant els de Mahuli, Wai i Mahabaleshwar.